# Antoni Botey i Gómez
Antoni Botey i Gómez (Granollers, 28 de maig de 1928 - 26 de gener de 2010) fou un promotor cultural granollerí, conegut per haver dirigit la Galeria AB entre 1978 fins a la seva mort el 2010. També fou un dels impulsors de la fira Artexpo i estigué vinculat a diversos moviments associatius locals, entre els quals destaquen el club d'handbol. El 2010 rebé la Medalla de la Ciutat de Granollers a títol pòstum.
Quan va finalitzar Batxillerat, va estudiar peritatge industrial. Un cop finalitzats els estudis va entrar a treballar a la fàbrica de material elèctric d'un familiar. Durant la Postguerra es va apuntar al grup local d'Acció Catòlica. Botey es va casar amb Rosa baró i tingué 3 fills (Dolors, Josep o Rosa Maria). També va treballar com a cap d'il·lustració d'Enciclopèdia Catalana.
Ja tenia més de 50 quan va obrir la seva galeria d'art. La Galeria AB fou una de les primeres iniciatives descentralitzadores de l'art contemporani a Catalunya. Obrí les portes el 2 de juny de 1978, al carrer d'Agustí Vinyamata, 55. La primera exposició de la sala fou Presència de l'Avantguarda a Catalunya, amb obres de Modest Cuixart o Joan Miró, entre d'altres. Gràcies a la galeria va fer amistat amb artistes de renom com Joan Ponç o Josep Maria Subirachs.
Durant els anys 80 es va dedicar a la promoció del sector galerístic català, sent un dels responsables de la creació del Gremi de Galeries d'Art de Catalunya, que presidí durant deu anys. Més endavant, durant els anys 90 del segle xx, va presidir cinc edicions de la fira Artexpo, que després es traslladaria a Madrid i adoptaria el nom d'ARCO.